# Sony Ericsson W810
Sony Ericsson W810 (доступний як W810i та W810c) — мобільний камерафон фірми Sony Ericsson, який випускався під брендом Walkman. Попередник — Sony Ericsson W800.

## Особливості
W810 був представлений 4 січня 2006 року як частина лінійки мобільних телефонів Sony Ericsson Walkman.
Будучи схожим на W800, W810 зазнав деяких змін. Найбільш примітні з них: чотирьохдіапазонна можливість з'єднання, підтримка EDGE, більший дисплей, але більш швидке розрядження акумулятора.
Пристрій побудований на модернізованій платформі db2010. Є єдиним, що підтримує EDGE на цій платформі.
Інші особливості: повнофункціональний інтернет-браузер (обмежений розміром доступної Java-Heap пам'яті), 2-х мегапіксельна цифрова камера, стереонавушники HPM-70, слот для Memory Stick Pro Duo до 4ГБ, 20 МБ вбудованої пам'яті та режим «тільки музика», де функції телефона повністю вимкнені. Цей режим також дозволяє використовувати телефон як плеєр Walkman у місцях, де використання телефона заборонено (наприклад, в літаках і лікарнях). Також продовжує термін роботи акумулятора. Телефон підтримує аудіо-кодеки MP3 і AAC (в контейнерах MP4 і M4A - незахищений файл AAC), а також відео-формати MPEG-4 і 3GPP.
На відміну від W800 у даної моделі замість джойстика — клавішне навігаційне коло з кнопкою вибору в центрі.
Телефон не розпізнає високосний рік: після 28 лютого перемикає на 1 березня. У разі встановлення вручну 29 лютого телефон дає збій - встановлюється дата, яка встановлена на заводі виробнику. При цьому неможливо встановити дату та час в телефоні до перезавантаження пристрою.

## Зовнішній вигляд

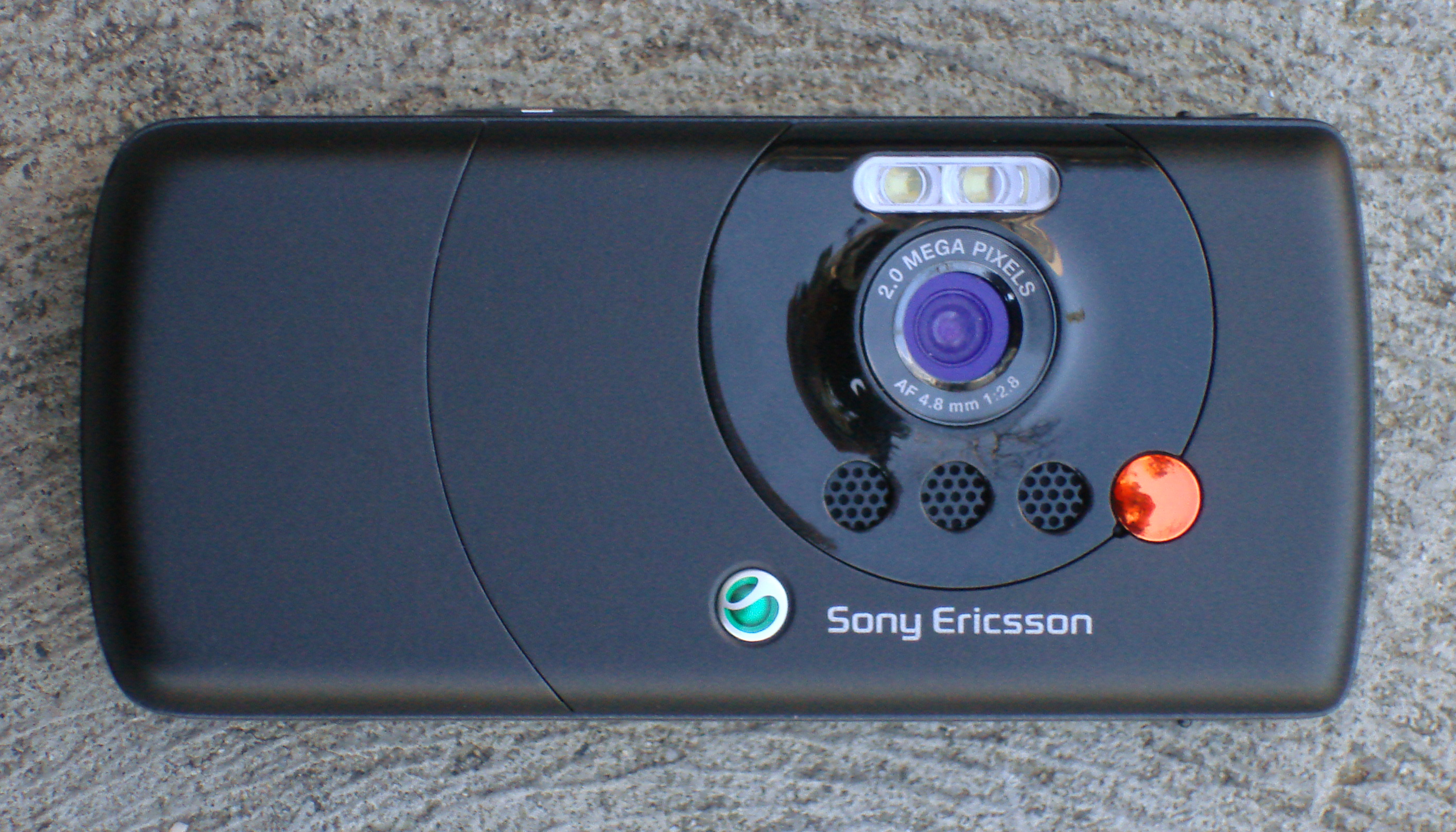
Вигляд ззаду

В порівнянні з W800 є багато незначних зовнішніх змін, а найпримітніша — відсутність класичного джойстика, який був на більшості мобільних телефонів Sony Ericsson починаючи з T68i. Він був замінений на D-pad, щоб збільшити зручність використання при прослуховуванні музики. Чорний колір корпусу. Відсутня висувна кришка об'єктива.
Ще однією особливістю цього телефона стала дуже якісна 2-х мегапіксельна камера.

## Доступність
Sony Ericsson W810 був доступний як W810i у Європі, на Близькому Сході, в Африці, тихоокеанській Азії, Північній Америці, і як W810c у Китаї. W810 продавався по всьому світу з квітня 2006. Моделі W810 білого кольору були представлені 20 червня 2006.

## Технічні характеристики[1]
| Загальні характеристики                       | Загальні характеристики |
| --------------------------------------------- | --- |
| Діапазони частот                              | GSM 850, GSM 900, GSM 1800, GSM 1900 |
| Тип корпусу                                   | класичний |
| Конструкція                                   | 4-позиційна навігаційна клавіша |
| Антена                                        | вбудована |
| Вага                                          | 99 г |
| Розмір                                        | 100x46x19,5 мм |
| Дзвінки                                       | |
| Тип мелодій                                   | 64-голосова поліфония, MP3\AAC-мелодії |
| Вібродзвінок                                  | є |
| Редактор мелодій                              | є |
| Зв'язок, Передача даних                       | |
| Інтерфейси                                    | IRDA, USB, Bluetooth |
| Доступ в інтернет                             | WAP 2.0, WAP Push, GPRS, EDGE, POP/SMTP-клієнт, SyncML |
| Модем                                         | є |
| Синхронізація з комп'ютером                   | є |
| Повідомлення                                  | |
| Додаткові функції SMS                         | введення тексту (є словник Т9, але тільки для російської та англійської мови), шаблони повідомлень, відправлення SMS декільком адресатам, відправлення повідомлення у фоновому режимі                                         |
| MMS                                           | є |
| EMS                                           | є |
| Інші функції                                  | |
| Гучний зв'язок (вбудований динамік)           | є |
| Управління                                    | голосовий набір, голосове управлення |
| Автодозвонювання                              | є |
| Індикація часу розмови                        | є |
| Режими кодування звуку HR, FR, EFR            | є |
| Екран                                         | |
| Тип екрану                                    | кольоровий 1.9" TFT екран, 262144 кольорів |
| Роздільна здатність                           | 176x220 пікс. |
| Українізація                                  | є |
| Мультимедійні можливості                      | |
| Вбудована фотокамера                          | 1632x1224 (2 млн пікс.), автофокус, цифровий Zoom 4x, фотоспалах, ефекти, рамки |
| FM-радіоприймач                               | Пам'ять на 20 станцій, Стерео, RDS та AF (альтернативна частота) |
| MP3-програвач                                 | Формати: MP3, AAC, MP4, 3GP, EMY (EMelody Ericsson Mobile Ring Tone), IMY (iMelody - створено на базі eMelody формату), AMR та MIDI (тільки захищені авторським правом, інакше - відтворення з Менеджеру файлів); Walkman 1.0 |
| Відео                                         | Запис відео зі звуком, перегляд MPEG4, 3GPP — (макс. роздільна здатність — 176х144, розтягування на повний екран до 176х220)                                                                                                  |
| Диктофон                                      | є, запис у форматі AMR |
| Ігри                                          | є |
| Java-програми                                 | є, Java MIDP 2.0, Java 3D |
| Об'єм вбудованої пам'яті                      | 20 МБ |
| Тип картки пам'яті                            | Memory Stick Pro Duo (до 4 Гб) |
| Додатково                                     | MusicDJ, VideoDJ, PhotoDJ |
| Живлення                                      | |
| Тип акумулятора                               | Li-polymer |
| Ємність акумулятора                           | 900 мАг |
| Час розмови                                   | 8:00 г: хв |
| Час очікування                                | 400:00 г: хв |
| Записник і органайзер                         | |
| Записник у пристрої                           | 1000 номерів |
| Пошук по книжці                               | є |
| Обмін між SIM-карткою та внутрішньою пам'яттю | є |
| Швидке набирання номера                       | На 9 номерів |
| Органайзер                                    | будильник, калькулятор, планувальник завдань, календар, секундомір, таймер, пам'ятка кодів, нотатки |
| Додатково                                     | ліхтарик |
| Додаткова інформація                          | |
| Комплектація                                  | телефон, акумулятор, зарядний пристрій, стерео-навушники гарнітура з адаптером, кабель підключення до ПК, картка пам'яті Memory Stick PRO Duo 512 МБ, перехідник для роз'єму Memory Stick Duo, диск ПЗ, інструкція            |

## Схожі моделі
- Sony Ericsson K610i
- Sony Ericsson K750i
- Sony Ericsson D750i
- Sony Ericsson W800i